# Dominique Dupart
Dominique Dupart (née le 19 décembre 1972 à Paris) est une critique, romancière et enseignante française, chercheuse à l'Université de Lille.
Ses travaux portent sur le romantisme et l'invention de la démocratie. Elle est spécialiste de l'éloquence politique, en particulier de l'œuvre de Lamartine.
Elle est l'auteur de deux essais : Le Lyrisme démocratique ou la Naissance de l’éloquence romantique chez Lamartine, 1834-1849 (2012) et Lamartine : le Lyrique (2011). Elle a également publié deux romans : Myrha Tonic en 2011 chez Leo Scheeret La Vie légale en 2021 chez Actes Sud.

## Ouvrages
- Ernie Ball, Chartres, Caedere, coll. « Pas à pas » (no 3), 2011, 47 p. (ISBN 2-914192-19-3, présentation en ligne).
- Myrha Tonic (roman), Paris, Éditions Léo Scheer, coll. « Laureli », 2011, 144 p. (ISBN 978-2-7561-0329-7, présentation en ligne).
- Lamartine : le lyrique (biographie), Paris, La Documentation française, coll. « Tribuns », 2011, 108 p. (ISBN 978-2-11-008729-4, présentation en ligne).
- Le lyrisme démocratique : ou La naissance de l'éloquence romantique chez Lamartine, 1834-1849 (texte remanié d'une thèse de doctorat en littérature et civilisation françaises), Paris, Éditions Honoré Champion, coll. « Romantisme et modernités » (no 133), 2012, 438 p. (ISBN 978-2-7453-2308-8).

## Récompenses
- 2010 : thèse de doctorat primée par l'Assemblée nationale[2].